# People Under the Stairs
People Under the Stairs (abreviado P.U.T.S.) foi um grupo de hip hop alternativo de Los Angeles, Califórnia, composto por dois MCs: Thes One e Double K. Eles também trabalharam como DJs (Double K fazia os scratchings nos álbuns do grupo) e Thes One se tornou conhecido na comunidade underground do hip hop como um grande produtor, tendo trabalhado com J-Live, Giant Panda, Cut Chemist, entre outros. O grupo lançou sete álbuns desde sua formação em 1997 até o seu fim e 2019, com a morte de Double K.
Segundo o que foi declarado no programa Manos e Minas, da televisão brasileira o significado do nome vem da humildade do grupo, sendo que "no topo da escada estão os artistas de sucesso e embaixo delas estão artistas como nós" O P.U.T.S é considerado um dos grupos de rap mais proeminentes no cenário underground e ficou conhecido por danças ao vivo, habilidades na rima e humor descontraído no show, comparado aos artistas da era do ouro do hip hop.

## Discografia

### Álbuns
- The Next Step (1998)
- Question in the Form of an Answer (2000)
- O.S.T. (2002)
- ...Or Stay Tuned (2003)
- Stepfather (2006)
- Fun DMC (2008)
- Carried Away (2009)

### EPs
- Question in the Form of an Answer Instrumentals (2000)
- American Men Vol. 1 (2001)
- Stepfather Instrumentals Part 1 (2007)
- Stepfather Instrumentals Part 2 (2008)

### Compilações
- The Om Years (Favorites, Rarities & B-Sides) (2008)

### Singles
- "The Next Step II" (1998)
- "Youth Explosion" (2000)
- "The Cat" (2000)
- "We'll Be There" (2000) (Hot Rap Singles #36)[5]
- "Jappy Jap" (2002)
- "O.S.T. (Original soundtrack)" (2002)
- "Acid Raindrops" (2002)
- "Yield / Out da Club" (2003)
- "Tuxedo Rap" (2006)
- "Pass The 40" (2006)
- "Step Bacc / The Wiz" (2008)
- "Party Enemy #1 / Critical Condition" (2008)
- "Trippin' at the Disco" (2009)